# Englischer Kanal (Schweden)
Englischer Kanal (schwedisch Engelska kanalen) ist die Bezeichnung eines unvollendeten Bauprojekts zwischen den nordschwedischen Städten Gällivare und Luleå. Der Kanal sollte für den Transport von Eisenerz aus den Lagerstätten der Region benutzt werden.
In der Nähe von Gällivare wurden schon in den 1650er Jahren große Eisenerzvorkommen entdeckt. Von deren Abbau wurde jedoch zumeist abgesehen, da Möglichkeiten für den Transport des Erzes zur Küste fehlten, wo es auf Schiffe verladen werden könnte. Unter den diskutierten Projekten fand sich unter anderem eine Pferdebahn. 1863 erfolgte der Beschluss den Lule älv vom Meer bis zum Zusammenfluss der Quellflüsse Großer und Kleiner Lule älv zu kanalisieren. Damit sollten auch die Stromschnellen Edeforsen und Hedenforsarna umgangen werden.
Eine 1863 in Schweden gegründete Aktiengesellschaft wurde 1864 in London als Gellivare Company Limited registriert, da dort die Geldbeschaffung einfacher war. Während der intensivsten Bauphase waren etwa 1.500 Personen am Kanalbau beteiligt. Schon bald kam es zu finanziellen Engpässen und Streitigkeiten mit den Bewohnern der Region, die erst durch den Einsatz des Militärs besänftigt werden konnten. Der schwedische Großkaufmann Victor Kjellberg, der als treibende Kraft des Projektes gilt, ging schon 1864 in Insolvenz. Der Bau konnte sich aufgrund von Staatsanleihen und privaten Spenden noch bis 1867 hinziehen, dann war auch die Aktiengesellschaft insolvent.
Die deutlichsten Überreste des Kanalprojekts finden sich heute nahe der Villengegend Trångfors am Rande der Stadt Boden. Diese erhielten 1989 Baudenkmalstatus. Die sichtbare Bodenvertiefung wird auf Schwedisch gelegentlich als Engelska graven bezeichnet, was ein Wortspiel mit dem schwedischen Wort grav darstellt, was sowohl Graben als auch Grab/Sarg bedeuten kann.
Nach diesem missglückten Unternehmen dauerte es bis 1888 bis in der Region lohnender Erzabbau stattfand. Ausgelöst wurde dies durch den Bau der Erzbahn. Auch dieser Bau war anfänglich das Projekt einer britischen Gesellschaft.